# Bactrocera atrabifasciata
Bactrocera atrabifasciata är en tvåvingeart som beskrevs av Drew och Romig 2001. Bactrocera atrabifasciata ingår i släktet Bactrocera och familjen borrflugor. Inga underarter finns listade.